# Kanton Bernaville
Kanton Bernaville (fr. Canton de Bernaville) byl francouzský kanton v departementu Somme v regionu Pikardie. Skládal se z 12 obcí. Zrušen byl po reformě kantonů 2014.

## Obce kantonu
- Agenville
- Autheux
- Barly
- Béalcourt
- Beaumetz
- Bernâtre
- Bernaville
- Boisbergues
- Candas
- Domesmont
- Épécamps
- Fienvillers
- Frohen-sur-Authie
- Gorges
- Heuzecourt
- Maizicourt
- Le Meillard
- Mézerolles
- Montigny-les-Jongleurs
- Occoches
- Outrebois
- Prouville
- Remaisnil
- Saint-Acheul